# Mecze reprezentacji Finlandii w piłce siatkowej mężczyzn prowadzonej przez Daniela Castellaniego

## Oficjalne mecze międzynarodowe
| Nr   | Przeciwnik | Miejsce                      | Data         | Wynik (Finlandia-przeciwnik)            | Impreza                                                                          | Raport |
| 2011 | 2011       | 2011                         | 2011         | 2011                                    | 2011                                                                             | 2011   |
| ---- | ---------- | ---------------------------- | ------------ | --------------------------------------- | -------------------------------------------------------------------------------- | ------ |
| 1    | Portugalia | Póvoa de Varzim (Portugalia) | 28 maja      | 2:3 (23:25, 27:25, 25:21, 24:26, 15:13) | Liga Światowa 2011                                                               |        |
| 2    | Portugalia | Póvoa de Varzim (Portugalia) | 29 maja      | 1:3 (18:25, 25:23, 21:25, 23:25)        | Liga Światowa 2011                                                               |        |
| 3    | Serbia     | Belgrad (Serbia)             | 3 czerwca    | 3:1 (25:27, 26:24, 25:20, 27:25)        | Liga Światowa 2011                                                               |        |
| 4    | Serbia     | Belgrad (Serbia)             | 5 czerwca    | 0:3 (21:25, 15:25, 21:25)               | Liga Światowa 2011                                                               |        |
| 5    | Argentyna  | Lahti                        | 10 czerwca   | 2:3 (17:25, 25:21, 20:25, 25:23, 10:15) | Liga Światowa 2011                                                               |        |
| 6    | Argentyna  | Lahti                        | 11 czerwca   | 0:3 (21:25, 24:26, 19:25)               | Liga Światowa 2011                                                               |        |
| 7    | Serbia     | Tampere                      | 17 czerwca   | 2:3 (20:25, 25:23, 17:25, 36:34, 11:15) | Liga Światowa 2011                                                               |        |
| 8    | Serbia     | Tampere                      | 18 czerwca   | 3:2 (25:23, 25:23, 22:25, 20:25, 15:11) | Liga Światowa 2011                                                               |        |
| 9    | Argentyna  | Formosa (Argentyna)          | 23 czerwca   | 2:3 (25:21, 17:25, 25:19, 24:26, 11:15) | Liga Światowa 2011                                                               |        |
| 10   | Argentyna  | Formosa (Argentyna)          | 24 czerwca   | 3:1 (25:14, 25:17, 23:25, 28:26)        | Liga Światowa 2011                                                               |        |
| 11   | Portugalia | Tampere                      | 30 czerwca   | 3:2 (22:25, 16:25, 25:19, 25:17, 15:13) | Liga Światowa 2011                                                               |        |
| 12   | Portugalia | Tampere                      | 1 lipca      | 3:0 (25:21, 25:21, 25:22)               | Liga Światowa 2011                                                               |        |
| 13   | Francja    | Innsbruck (Austria)          | 10 września  | 1:3 (14:25, 25:17, 29:31, 26:28)        | Mistrzostwa Europy 2011                                                          |        |
| 14   | Włochy     | Innsbruck (Austria)          | 11 września  | 0:3 (23:25, 25:27, 21:25)               | Mistrzostwa Europy 2011                                                          |        |
| 15   | Belgia     | Innsbruck (Austria)          | 12 września  | 3:0 (25:21, 25:22, 25:22)               | Mistrzostwa Europy 2011                                                          |        |
| 16   | Słowenia   | Wiedeń (Austria)             | 14 września  | 3:2 (25:18, 21:25, 25:23, 18:25, 15:12) | Mistrzostwa Europy 2011                                                          |        |
| 17   | Włochy     | Wiedeń (Austria)             | 15 września  | 1:3 (18:25, 20:25, 31:29, 21:25)        | Mistrzostwa Europy 2011                                                          |        |
| 18   | Holandia   | Osijek (Chorwacja)           | 22 listopada | 3:1 (25:23, 19:25, 25:19, 25:20)        | turniej prekwalifikacyjny europejskich kwalifikacji do Igrzysk Olimpijskich 2012 |        |
| 19   | Chorwacja  | Osijek (Chorwacja)           | 23 listopada | 3:0 (26:24, 25:23, 25:16)               | turniej prekwalifikacyjny europejskich kwalifikacji do Igrzysk Olimpijskich 2012 |        |
| 20   | Portugalia | Osijek (Chorwacja)           | 25 listopada | 3:0 (25:21, 25:21, 25:20)               | turniej prekwalifikacyjny europejskich kwalifikacji do Igrzysk Olimpijskich 2012 |        |
| 21   | Słowenia   | Osijek (Chorwacja)           | 26 listopada | 3:1 (15:25, 25:23, 25:22, 25:20)        | turniej prekwalifikacyjny europejskich kwalifikacji do Igrzysk Olimpijskich 2012 |        |

## Mecze z poszczególnymi reprezentacjami
| Lp.   | Reprezentacja | Liczba meczów | Wygrane | Wygrane | Wygrane | Przegrane | Przegrane | Przegrane | Bilans meczów (wygrane : przegrane) | Sety (wygrane : przegrane) |
| Lp.   | Reprezentacja | Liczba meczów | 3:0     | 3:1     | 3:2     | 2:3       | 1:3       | 0:3       | Bilans meczów (wygrane : przegrane) | Sety (wygrane : przegrane) |
| ----- | ------------- | ------------- | ------- | ------- | ------- | --------- | --------- | --------- | ----------------------------------- | -------------------------- |
| 1.    | Argentyna     | 4             |         | 1       |         | 2         |           | 1         | 1:3                                 | 7:10                       |
| 2.    | Belgia        | 1             | 1       |         |         |           |           |           | 1:0                                 | 3:0                        |
| 3.    | Chorwacja     | 1             | 1       |         |         |           |           |           | 1:0                                 | 3:0                        |
| 3.    | Francja       | 1             |         |         |         |           | 1         |           | 0:1                                 | 1:3                        |
| 4.    | Holandia      | 1             |         | 1       |         |           |           |           | 1:0                                 | 3:1                        |
| 4.    | Portugalia    | 5             | 2       |         | 1       | 1         | 1         |           | 3:2                                 | 12:8                       |
| 5.    | Serbia        | 4             |         | 1       | 1       | 1         |           | 1         | 2:2                                 | 8:9                        |
| 6.    | Słowenia      | 2             |         | 1       | 1       |           |           |           | 2:0                                 | 6:3                        |
| 7.    | Włochy        | 2             |         |         |         |           | 1         | 1         | 0:2                                 | 1:6                        |
| Razem | Razem         | 21            | 4       | 4       | 3       | 4         | 3         | 3         | 11:10                               | 44:40                      |

## Bilans meczów
|                 | zwycięstwa | porażki |
| ogółem          | 11         | 10      |
| dom             | 3          | 3       |
| wyjazd          | 3          | 4       |
| neutralny teren | 5          | 3       |

|                 | zdobyte | stracone |
| ogółem          | 44      | 40       |
| dom             | 13      | 13       |
| wyjazd          | 14      | 14       |
| neutralny teren | 17      | 13       |

## Mecze i turnieje towarzyskie
| Nr   | Przeciwnik | Miejsce            | Data         | Wynik (Finlandia-przeciwnik)            | Impreza           | Raport |
| 2011 | 2011       | 2011               | 2011         | 2011                                    | 2011              | 2011   |
| ---- | ---------- | ------------------ | ------------ | --------------------------------------- | ----------------- | ------ |
| 1    | Chiny      | Tampere            | 21 maja      | 2:3 (25:20, 20:25, 26:24, 19:25, 14:16) | mecze towarzyskie |        |
| 2    | Chiny      | Helsinki           | 22 maja      | 3:0 (25:22, 25:23, 25:23)               | mecze towarzyskie |        |
| 3    | Holandia   | Loimaa             | 18 sierpnia  | 3:2 (25:23, 25:16, 23:25, 23:25, 15:10) | mecze towarzyskie |        |
| 4    | Holandia   | Raisio             | 19 sierpnia  | 3:0 (25:14, 25:21, 25:19)               | mecze towarzyskie |        |
| 5    | Holandia   | Forssa             | 20 sierpnia  | 3:1 (25:20, 20:25, 25:20, 25:18)        | mecze towarzyskie |        |
| 6    | Iran       | Maribor (Słowenia) | 25 sierpnia  | 3:1 (25:27, 25:22, 29:27, 25:18)        | Mikasa Cup 2011   |        |
| 7    | Słowenia   | Maribor (Słowenia) | 26 sierpnia  | 1:3 (22:25, 25:15, 24:26, 23:25)        | Mikasa Cup 2011   |        |
| 8    | Słowacja   | Maribor (Słowenia) | 27 sierpnia  | 3:1 (25:21, 23:25, 31:29, 25:10)        | Mikasa Cup 2011   |        |
| 9    | Estonia    | Kokkola            | 3 września   | 3:1 (25:20, 25:17, 22:25, 25:20)        | mecze towarzyskie |        |
| 10   | Estonia    | Seinäjoki          | 4 września   | 3:0 (25:19, 33:31, 25:19)               | mecze towarzyskie |        |
| 11   | Turcja     | Ankara (Turcja)    | 17 listopada | 3:1 (25:20, 28:30, 25:18, 25:19)        | mecze towarzyskie |        |
| 12   | Turcja     | Ankara (Turcja)    | 18 listopada | 3:1 (25:19, 25:20, 22:25, 25:21)        | mecze towarzyskie |        |
| 13   | Turcja     | Ankara (Turcja)    | 19 listopada |                                         | mecze towarzyskie |        |

Bilans:
- zwycięstwa-porażki 10-2
- sety wygrane-sety przegrane: 33-14

## Mecze nieoficjalne
| Nr   | Przeciwnik                | Miejsce                 | Data       | Wynik (Finlandia-przeciwnik)     | Impreza           | Raport |
| 2011 | 2011                      | 2011                    | 2011       | 2011                             | 2011              | 2011   |
| ---- | ------------------------- | ----------------------- | ---------- | -------------------------------- | ----------------- | ------ |
| 1    | Rosja B                   | Moskwa (Rosja)          | 6 sierpnia | 1:3 (19:25, 22:25, 29:27, 21:25) | mecze towarzyskie |        |
| 2    | Rosja B                   | Moskwa (Rosja)          | 7 sierpnia | 2:2 (10:25, 23:25, 26:24, 25:15) | mecze towarzyskie |        |
| 3    | Gubiernija Niżny Nowogród | Moskwa (Rosja)          | 8 sierpnia | 3:0 (25:23, 25:17, 25:23)        | mecze towarzyskie |        |
| 2012 |                           |                         |            |                                  |                   |        |
| 4    | Hiszpania                 | Guadalajara (Hiszpania) | 3 maja     | 1:3 (22:25, 13:25, 17:25, 25:16) | mecz towarzyski   |        |

Bilans:
- zwycięstwa-remisy-porażki 1-1-1
- sety wygrane-sety przegrane: 6-5